# 惑星間物質

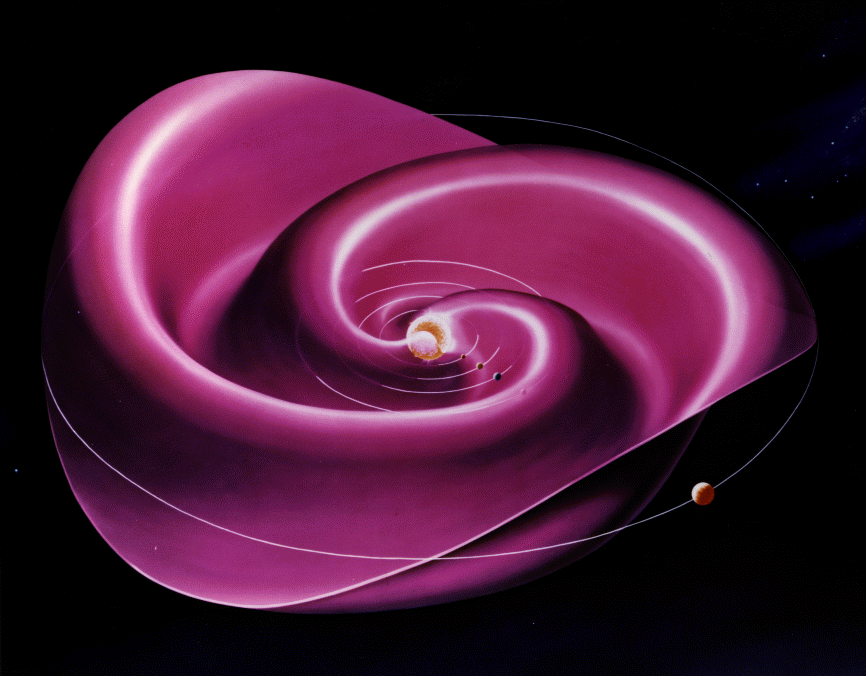
太陽の磁場と惑星間物質のプラズマの作用で形成されるヘリオスフェア電流面

惑星間物質（わくせいかんぶっしつ、Interplanetary medium）は、太陽系を満たしている物質であり、惑星、小惑星、彗星等の大きな太陽系の天体はこの中を動いている。

## 成分と物理的性質
惑星間物質は、惑星間空間に存在する惑星間塵、宇宙線、太陽風からの熱いプラズマ等から構成される。惑星間物質の温度は10万Kに達するが、その密度は地球近辺で1cm3当たり5粒子しかない。また、太陽の距離に反比例して密度は小さくなる。
ただし密度は変化しやすく、磁場やコロナ質量放出の影響を強く受け、時には1cm3当たり100粒子にもなる。
惑星間物質の多くはプラズマの状態のため、通常の気体よりもプラズマに近い性質を持つ。例えば、太陽の磁場に沿って運ばれ、導電性が高い、ヘリオスフェア電流面と呼ばれる構造を作る。また電気二重層を作り、惑星の磁場やヘリオポーズと接触している。オーロラのような現象を見せることもある。
また、惑星間物質のプラズマは、地球付近での太陽磁場が予想されていたよりも100倍以上も強くなっている原因となっている。仮に宇宙空間が真空だったとすると、10-4テスラの磁場は距離の3乗に比例して減少し、10-11テスラになる。しかし衛星による観測で、100倍以上も大きく、約10-9テスラの値が観測されている。磁気流体力学理論は、磁場中の電導性流体の運動は電流を励起し、それがまた磁場を生成するというMHD発電と似たふるまいを予測している。

## 惑星間物質の範囲
太陽系の外縁は、太陽風が届き、惑星間物質が存在する場所を境としている。この境界線はヘリオポーズとして知られ、太陽から110AUから160AUのところにかなりはっきりした遷移帯があると考えられている。惑星間物質は、ヘリオポーズの中をおおよそ球状に満たしている。

## 惑星との相互作用
惑星間物質と惑星との相互作用は、惑星が磁場を持っているか否かに由来する。月のような天体は磁場を持っていないため、太陽風は直接地表に吹き付ける。数十億年もの間、月のレゴリスは太陽粒子の収集器役割を果たし、そのため月の岩石を調べることは、太陽風の研究に欠かせないものである。
また、太陽風に含まれる高エネルギーの粒子が月の表面に衝突することで、かすかなX線が放出される。
地球や木星のように磁場を持っている惑星の磁気圏の中では、惑星の磁場が優先的になり、これが太陽風の流れを阻んでいる。太陽風の中の物質が磁気圏に漏れ入ることがあり、オーロラやヴァン・アレン帯の原因になる。

## 惑星間物質による現象
惑星間物質は、地球から見ることのできるいくつかの現象を引き起こしている。黄道光は、日没後や日出前に黄道付近の地平線上に時々見られる幅の広い微かな光である。これは、日光が地球と太陽の間の惑星間物質によって散乱されるために起こる現象である。
同様の現象が対日照で、太陽と反対側に表れる。黄道光よりもさらに淡く、地球軌道外の塵が日光を反射するのが原因である。

## 歴史
「惑星間（interplanetary）」という言葉は、ロバート・ボイルによって1691年に初めて用いられた。（Hist. Air.）
宇宙は「エーテル」と呼ばれる物質に満たされているか、冷たく暗い真空であると1950年代まで信じられていた。
1898年、アメリカの天文学者チャールズ・ヤングは次のように記述している。「惑星間の空間は、我々が人工的に作り出すいかなるものよりも完璧に真空である。」(The Elements of Astronomy、1898年）
赤祖父俊一は次のように述べている。「宇宙は真空で、太陽が間欠的に粒子の流れを放出しているという考えは、彗星の尾の観察から、太陽は常に全方位に超音速で自身の大気を吹き飛ばしているという主張を行なったルードヴィッヒ・ビーアマンによって大きく変わった。」と語っている。（Exploring the Secrets of the Aurora、2002年）
タフツ大学の天文学の教授ケネス・ラングは、2000年に「半世紀前には、ほとんどの人々が、我々の惑星系は太陽を中心に冷たく暗い真空の宇宙空間を旅する唯一の系だと思い描いていた。」と書いている。